# Bam's Unholy Union
Bam's Unholy Union è stato un reality show statunitense trasmesso da MTV e MTV Canada. Lo show segue Bam Margera e la sua compagna Missy Rothstein nella preparazione delle loro nozze (avvenute il 3 febbraio 2007). Nello show sono comparsi anche alcuni membri della CKY Crew fra cui Brandon DiCamillo, Brandon Novak, Rake Yohn, Ryan "Shitgoose" Gee, e il fratello di Bam, Jess. Ryan Dunn ha inoltre dichiarato di apparire in due o tre episodi della serie. Lo show è stato girato in svariati luoghi: attorno a West Chester, Pennsylvania, compreso Delaware, a Detroit, a Las Vegas, a Philadelphia e a New York. Molti dei luoghi visitati nello show sono presenti anche nel precedente show di Bam Margera, Viva La Bam. I genitori di Bam, April e Phil Margera sono apparsi nello show, al contrario dello zio di Bam Don Vito, che non ha potuto partecipare a causa dei suoi problemi legali riguardanti un tentativo di violenza sessuale, avvenuto nel Colorado nell'agosto 2006. Lo show è andato in onda in 9 episodi. Il DVD della serie è stato pubblicato nel giugno 2007.